# Lion de mer australien
Neophoca cinerea
Pour les articles homonymes, voir Lion (homonymie).
Genre
Espèce
Répartition géographique
- colonies de reproduction
- individus isolés

Statut de conservation UICN

 EN A2bd : En danger
Le lion de mer australien (Neophoca cinerea) est la seule espèce d'otaries du genre Neophoca, de la sous-famille des otarinés (Lion de mer). Il se reproduit uniquement sur les côtes sud de l'Australie. À l'heure actuelle, il reste encore environ 12 000 lions de mer australiens protégés par the Australian National Parks and Wildlife Act de 1972 qui en a interdit la chasse commencée avec l'arrivée des immigrants européens sur le continent.
Le lion de mer australien ne vit que dans l’océan proche des côtes australiennes. Il se nourrit uniquement en mer, où il chasse les poissons, calamars et autres animaux marins. Ses nageoires pectorales lui permettent de se déplacer rapidement dans l'eau et il peut se mouvoir facilement sur le sol en marchant sur ses quatre nageoires.
Le cycle de reproduction du lion de mer australien est le plus original de toute la famille des Otariidés. La durée de gestation est de 18 mois mais la période de mise bas varie selon les colonies: elle s'étale sur 5 à 7 mois et peut même atteindre 9 mois à Seal Bay (la baie des otaries) sur Kangaroo Island.
Les mâles n'ont pas de territoire particulier pendant la saison de reproduction. Dès leur plus jeune âge, ils se battent entre eux pour établir une hiérarchie et les mâles dominants auront le droit de s'accoupler avec les femelles lorsqu'elles seront fécondables (Œstrus). Une femelle devient fertile pendant 24 heures, 7 à 8 jours après la mise bas. Après mise bas, elle ne s'occupe que de son dernier petit et va chasser celui de la précédente portée s'il vient chercher à la téter.

## Morphologie
Comme chez les autres espèces d'Otariidae, le dimorphisme sexuel est très marqué, le mâle étant beaucoup plus grand et lourd que la femelle. Chez cette espèce, les mâles mesurent 1,8  à   2,5 m et pèsent de 180  à   250 kg, tandis que les femelles mesurent entre 1,3  à   1,8 m de long et pèsent de 61  à   105 kg.

## Physiologie
- maturité sexuelle : 3 ans
- gestation : 18 mois avec un arrêt de 9 mois
- nombre de jeunes / portée : 1
- nombre de portées / an :
- longévité
  - libre : 17 à 25 ans
  - captif : 10 à 15 ans

## Danger d'extinction
Neophoca cinerea est sur la liste non exhaustive des animaux véritablement en danger d'extinction (fournie par l'UICN).

## Localisation
- Pacifique, Océan Indien et mers australes

Régime alimentaire
- crustacés, petits poissons, pieuvres

Prédateurs
- Requins
- Homme